# Rosetta (rzeka)
Rosetta (arab. Raszid) – zachodnie ramię deltowego ujścia Nilu, jedno z dwóch głównych ramion tej rzeki obok Damietty, wspólnie z którą Rosetta tworzy deltę Nilu.
U ujścia Rosetty leży miasto Rosetta.